# رشادة الأخوات

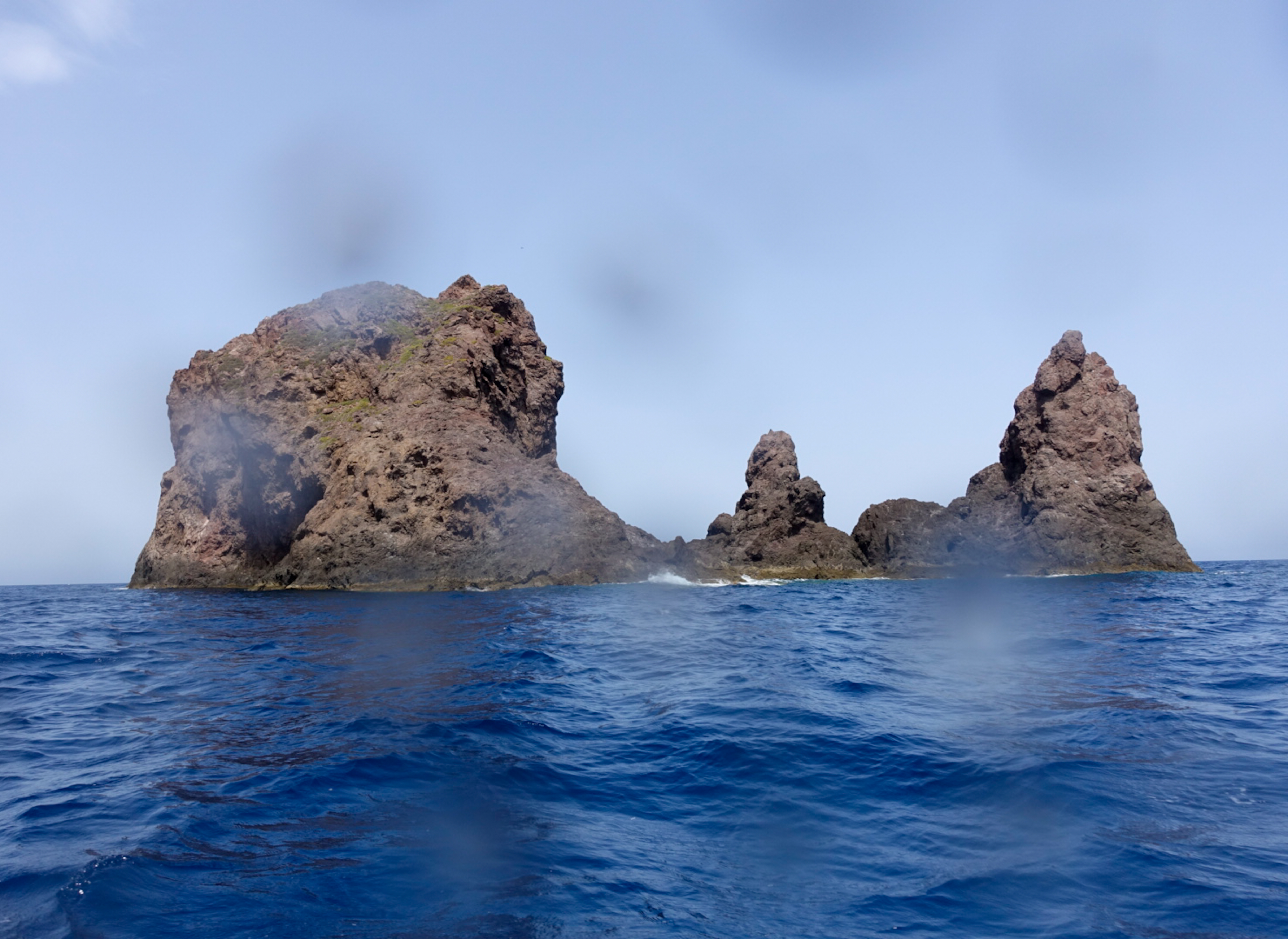
رشادة الأخوان كما تظهر من رأس سيرات

رشادة الأخوات (بالإيطالية: Isole Fratelli، رشادة باللهجة العامية التونسية تعني الصخرة) هي جُزَيْرَتَان صخريتان تقعان على بعد 4 كم من الساحل الشمالي التونسي غربي بنزرت.